# Gerhard Dohrn-van Rossum
Gerhard Dohrn-van Rossum (* 26. Mai 1947 in Bad Reichenhall) ist ein deutscher Historiker. 

## Leben
Dohrn-van Rossum machte 1966 das humanistische Abitur auf dem Birklehof in Hinterzarten (Schwarzwald) und war nach dem Studium der Geschichte und Philosophie in Berlin und Heidelberg sowie einer Hochschulassistenz bei Reinhart Koselleck in Bielefeld als Gastprofessor in Chicago und Zürich tätig. 1994 wurde er als Professor an das Institut für Europäische Geschichte, Lehrstuhl für Geschichte des Mittelalters, an die TU Chemnitz berufen. Neben seinem eigentlichen Forschungsgebiet trat Dohrn-van Rossum mit Veröffentlichungen zum Thema Zeit und Zeitmessung hervor.

## Veröffentlichungen (Auswahl)
- Politischer Körper, Organismus, Organisation. Zur Geschichte naturaler Metaphorik und Begrifflichkeit in der politischen Sprache. Dissertation, Universität Bielefeld 1977.[2]
- Die Familie in der Geschichte. Vandenhoeck & Ruprecht, Göttingen 1982, ISBN 3-525-33460-5 (zusammen mit Heinz Reif).
- Im Netz der Zeit. Menschliches Zeiterleben interdisziplinär. Hirzel, Stuttgart 1989, ISBN 3-8047-1057-3.
- Die Geschichte der Stunde. Uhren und moderne Zeitordnungen. Hanser, München 1992, ISBN 978-3-446-16046-0; Nachdruck: Anaconda, Köln 2007, ISBN 978-3-86647-139-9.
- mit Marcus Popplow: Uhr, Uhrmacher. In: Enzyklopädie der Neuzeit. Band 13: Subsistenzwirtschaft – Vasall. Stuttgart 2011, Sp. 887–896.